# Ultimate Quarteto Fantástico
Ultimate Quarteto Fantástico (em inglês: Ultimate Fantastic Four) é uma série de revista em quadrinhos sobre super-heróis publicada pela Marvel Comics. A série é uma versão modernizada da franquia Quarteto Fantástico que faz parte da marca Ultimate Marvel. Nesta série, a equipe final do Quarteto Fantástico coexiste com outros personagens da Marvel, também renovados em suas próprias novas séries, tais como Ultimate Homem-Aranha, Ultimate X-Men e Os Supremos.
Enquanto os personagens podem ter semelhança com as suas contrapartes normais no Universo Marvel, eles também diferem em muitos aspectos. A origem de seus poderes é diferente e a equipe é muito jovem. A série gira em torno das aventuras de Reed Richards, Ben Grimm, e os irmãos Susan e Johnny Storm, que se envolveram em um experimento de teletransporte defeituoso e por isso obtiveram super poderes: Reed pode esticar seu corpo, Susan passou a poder projetar campos de força e torna-se invisível, Ben transforma-se num super forte gigante de pedra e Johnny se torna um ser humano tocha . Assim, passam a ser conhecidos, respectivamente, pelos apelidos de Sr. Fantástico, Mulher invisível,  O Coisa e Tocha Humana.
Além deles, a trama conta também com o personagem Victor, cujo corpo é totalmente de metal, e é inimigo do Quarteto, pois acredita que Reed foi o responsável pelo acidente. É chamado de Dr. Destino. A série se passa na Nova York contemporânea.
O título foi criado por Brian Michael Bendis, Mark Millar e Adam Kubert, e estreou em 2004, e tinha um calendário de publicação mensal. A edição # 60, a última da série, foi escrita por Joe Pokaski com arte de Tyler Kirkham, e foi seguido por uma série de epílogo Ultimate Fantastic Four: Requiem.

## Enredo
Ao contrário da Terra-616, no universo Ultimate Marvel (Terra-1610), o acidente que gerou os poderes do Quarteto Fantástico não foi no espaço e sim na terra. A história é a seguinte: Reed Richards é o garoto mais inteligente da escola, o que faz ele ser incompreendido até mesmo pelos pais. Seu único amigo é Ben Grimm, um robusto jogador de futebol americano. Para uma feira de ciências, Reed constrói uma máquina de teletransporte. Quando um olheiro o vê, ele é levado para o Edifício Baxter, lugar para onde vão crianças super-dotadas, lá Reed conhece Victor Von Doom, Sue e Johnny Storm e seu pai Franklin Storm, dono da Baxter. Anos depois, Reed e Victor constroem uma máquina de tele transporte para mandar uma maçã a Zona-Negativa (Universo Paralelo). no dia que a dupla vai testar o experimento eles convidam: Ben Grimm, Sue Storm e Johnny Storm, mas o experimento dá errado e os cinco ganham poderes extraordinários.

## Personagens
- Reed Richards / Senhor Fantástico / O Criador;

Antigo líder e fundador do grupo, ele se tornou um super vilão conhecido como O Criador, acabou reescrevendo a história da Terra-1610 (Universo Ultimate) e o transformou na Terra-6160 (Universo Ultimate atual). A Terra-6160 seria explorada em Ultimate Spider-Man (2024).
- Sue Storm / Mulher Invisível
- Johnny Storm / Tocha Humana
- Ben Grimm / Coisa

## Vilões
A série Ultimate Quarteto Fantástico é relativamente nova porém já foram feitas versão ultimate de vários inimigos do Quarteto.
Toupeira: Ultimate Fantastic four 1-6

Dr. Destino: Ultimate Fantastic four 7-12

Nihil: Ultimate Fantastic four 13-18

Rhona Burchill: Ultimate Fantastic four 19-20

Quarteto Zumbi: Ultimate Fantastic four 21-23

Namor: Ultimate Fantastic four 24-26

Skrulls:  Ultimate Fantastic Four 27-29